# 北川鉄夫
北川 鉄夫（きたがわ てつお、1907年（明治40年）3月18日 - 1992年（平成4年）5月18日）は、日本の映画評論家。本名は西村龍三。北川鉄夫とは、京都宇治の花やしきの北側を宇治川が流れているところから「北川」、山本宣治追悼歌の歌詞「鉄をも砕く」から「鉄」をとった筆名で、山本宣治の同志の田村敬男が命名した。

## 経歴
京都市生まれ。父は円山応挙の流れをくむ四条派の日本画家。父の影響で美術に親しみ、第三高等学校 (旧制)から東京帝国大学美学美術史学科に進む。1929年2月、佐々元十や岩崎昶とともに日本プロレタリア映画同盟（プロキノ）を結成。1929年3月、山本宣治暗殺を悼んで追悼歌を作詞。1933年、投獄のため東大を中退。
戦後、新聞社論説委員、編集主幹、独立映画などを経て、独映協事務局次長。元日本プロレタリア作家同盟・映画同盟員、東京部落問題研究会副会長。東京部落問題研究会副会長。